# Холодногорский (аэродром)
Холодногорский — военный аэродром совместного базирования в Ставропольском крае, расположенный рядом с хутором Холодногорским.

## История
C 1969 по 1993 годы аэродром принадлежал СВВАУЛШ. На нём, так же как и на аэродроме Светлоград, производились учебные полёты курсантов (на самолётах Л-29, а с 1976 года — Л-39).
В 1993 году в связи с перепрофилированием училища и приостановкой подготовки штурманов аэродром был законсервирован.
С 2011 года является аэродромом совместного базирования. Планируется перевести Ставропольский аэроклуб с аэродрома Хуторская сюда.

## Лётные происшествия
Вынужденная посадка самолёта Л-29 с неработающим двигателем вне аэродрома в районе 1го разворота. 